# Bernhard Christian von Katte
Bernhard Christian von Katte (* 1700 auf Wust; † 5. August 1778 auf Lütgen-Mangelsdorf) war ein preußischer Generalmajor, Chef des Dragonerregiments Nr. 1 sowie Erbherr auf Wuest, Scharlibbe und Lütgen-Mangelsdorf.

## Leben
Sein Vater war Heinrich Christoph von Katte (* 26. April 1675; † 21. November 1743), Erbherr von Kamern und Scharlibbe, sowie erzbischöflich magdeburgischer Kammerpräsident und Geheimer Rat sowie Amtshauptmann von Calbe und Gottesgnade zudem Ritter des preußischen Gnadenkreuzes. Seine Mutter war Ursula Dorothea von Möllendorff (* 8. Dezember 1678; † 28. Juli 1747). Der preußische Kriegsminister Heinrich Christoph von Katte (1699–1760), die preußischen Generale Johann Friedrich von Katte (1698–1764), Karl Aemilius von Katte (1706–1757) sowie der Major und Regimentschef August von Katte (1711–1779) waren seine Brüder. Der preußische Generalfeldmarschall Hans Heinrich von Katte (1681–1741) war sein Onkel.
Katte trat früh in preußische Dienste und kam 1711 als Standartenjunker in das Kürassierregiment „Markgraf Albrecht“. Am 22. Mai 1716 wurde er Kornett, am 11. Juli 1717 Leutnant und am 30. Dezember 1720 Stabsrittmeister. Am 28. September 1731 wurde er Rittmeister und Kompaniechef im Kürassierregiment Nr. 11. Am 4. Januar 1736 wurde er Major und Eskadronschef im Dragonerregiment „Möllendorf“, dazu erhielt er am 26. April 1736 die Amtshauptmannschaft in Calbe. Während des Ersten Schlesischen Krieges nahm Katte an der Schlacht bei Chotusitz teil. Am 25. Juli 1741 wurde er Oberstleutnant. Am 25. April 1742 erhielt er den Orden Pour le Mérite und am 19. Mai 1742 wurde er bereits Oberst mit Patent vom 25. Mai 1742. Außerdem stieg Katte am 3. August 1742 zum Regimentskommandeur auf. Mit dem Regiment kämpfte er im Zweiten Schlesischen Krieg. Am 10. April 1747 wurde er Chef des Dragonerregiments „Lottum“ und Generalmajor mit Patent vom 12. April 1747. Aber als am 24. April 1750 eine Revue durchgeführt wurde, konnte Katte wegen Krankheit nicht mehr teilnehmen. Am 25. November 1751 erhielt er seine Demission, dazu eine Pension von 1000 Talern, und zog sich auf sein Gut Lütgen-Mangelsdorf zurück. Dort starb er am 5. August 1778.
Katte heiratete am 15. Juli 1755 in Scharlibbe Katharina Sophie von Kröcher († 26. April 1758), Witwe des Präsidenten der Magdeburger Kriegs- und Domänenkammer Kasper Wigand (Wichard) von Platen. Nach dem Tod seiner ersten Frau heiratete er Henriette Wilhelmine von Möllendorf (* 24. November 1734; † 19. Februar 1786), Tochter des Generals Johann Adolf von Möllendorff. Katte hatte einen Sohn und drei Töchter, darunter Karoline Charlotte (* 1765), verheiratet mit Karl Ludwig Friedrich von Taubenheim (1757–1818) und Mutter von Scipio Ludwig Karl von Taubenheim.